# Hadria balloui
Hadria balloui är en insektsart som beskrevs av Metcalf et Bruner 1936. Hadria balloui ingår i släktet Hadria och familjen dvärgstritar. Inga underarter finns listade i Catalogue of Life.